# Утікач (фільм, 1998)
«Утікач» (англ. Spoiler) — американський фантастичний бойовик 1998 року.

## Сюжет
Кріогенна в'язниця в одному із секторів Бета Галактики — місце для утримання особливо небезпечних злочинців. Система добре охороняє їх, і потрібна велика мужність, щоб кинути виклик цій могутній силі. Роджер Мейсон — жертва страшної судової помилки, абсолютно невинна людина, провів у крижаному ящику 70 років за те, що не змирився і тікав при кожному зручному випадку. Ні поліція, ні армія, ні мисливці за головами — ніхто не міг зупинити його. Але всі, кого він знав, кого любив — встигли постаріти, включаючи і його власну дочку.

## У ролях
- Гері Деніелс — Роджер Мейсон
- Мег Фостер — жінка 1
- Брайан Джинесс — мисливець 1
- Джеффрі Комбс — Капітан
- Ніколас Седлер — Ренні
- Стівен Шуб — Філ
- Стюарт Фінлей-МакЛеннан — Лорі
- Джо Ангер — Клементс